# قصر سمورة
قصر سمورة هو قصرٌ (قريةٌ محصنة) في المغرب، يقعُ في منطقة جهة درعة تافيلالت. تبلغ مساحته 0.12 هكتار.